# Walter Pinto
Walter Pinto (Rio de Janeiro, 17 de janeiro de 1913 — Rio de Janeiro 21 de abril de 1994) foi um produtor e autor de teatro brasileiro, responsável direto pela renovação no país do teatro de revista.

## Biografia
Walter formou-se em Contabilidade e Ciências Econômicas, mas acabou dedicando-se à Companhia de Teatro Pinto, fundada por seu pai, dirigindo-a depois da morte de seu irmão Álvaro, ainda na década de 1940. Dá início à Companhia Walter Pinto, que veio a se tornar a maior delas no teatro musicado, encenando Revistas e revelando uma geração de atores, músicos e compositores, dentre os quais se podem listar: Dercy Gonçalves, Carmem Miranda, Assis Valente, etc.
Foi um dos maridos da vedete Íris Bruzzi.
Atuou como ator em dois filmes:
- Samba da Vida (1937)
- Mujeres de fuego (1959) (br: Mulher de Fogo)

## Renovação da revista
Walter Pinto consagrou-se neste gênero, que renovou e proporcionou seu auge, com espetáculo em que a cenografia e grandes efeitos eram o principal atrativo - e não propriamente um enredo ou a presença de determinada estrela em cena.
Venceu, pela Associação Brasileira de Críticos Teatrais (ABCT) os prêmios de melhor produtor de teatro musicado do ano em 1949, 50, 51 e 1953, com a medalha de ouro.